# Cancoro
Cancoro (... – 771) fu conte di Esbaye.

## Biografia
Egli era figlio di Roberto I, conte di Hesbaye, e di sua moglie Williswinda.
Nel 764 Cancoro fondò l'abbazia di Lorsch insieme alla madre vedova Williswinda e alla parente Landrada di Hesbaye come chiesa e monastero di proprietà della sua tenuta, Laurissa (Lorsch). Essi affidarono il suo governo al cugino di Cancoro, Crodegango, arcivescovo di Metz, figlio della zia di Cancoro, Landrada. Crodegango dedicò la chiesa e il monastero a San Pietro e divenne il suo primo abate. I fondatori arricchirono in seguito la nuova abbazia con ulteriori donazioni.
Nel 766 Crodegango si dimise da abate di Lorsch a causa delle sue altre importanti funzioni di arcivescovo di Metz. Mandò quindi suo fratello Gundeland, un altro cugino di Cancoro, a Lorsch come suo successore.
Secondo una fonte, Cancoro era probabilmente legato ai Robertingi. Il nome di suo padre potrebbe essere stato Rodbert e Roberto II di Hesbaye potrebbe essere stato suo fratello o suo nipote.

## Famiglia e figli
Nel 770 Cancoro sposò una nobildonna di nome Angila, di ascendenza sconosciuta. Cancoro e Angila ebbero cinque figli:
- Enrico ( † 5 maggio 795)[3], conte dell'Alto Rheingau, morto nella battaglia di Lüne e dell'Elba, battaglia svoltasi nel contesto di una campagna nelle guerre sassone di Carlo Magno;
- Emberto († 803), vescovo di Worms, 770-803;
- Rachilt († dopo il 1º novembre 792)[3], suora a Lorsch;
- Eufemia[3], suora di Lorsch.

A Cancoro succedette come conte di Hesbaye da suo fratello Turimberto di Hesbaye.

## Ascendenza
|                        |   |   | Genitori |  |  | Nonni |  |  | Bisnonni      |  |  | Trisnonni             |  |
|                        |   |   |          |  |  |       |  |  | Crodoberto II |  |  | Lamberto I di Hesbaye |  |
|                        |   |   |          |  |  |       |  |  | Crodoberto II |  |  | Lamberto I di Hesbaye |  |
|                        |   | … |          |  |  |       |  |  | Crodoberto II |  |  |                       |  |
| Lamberto II di Hesbaye |   |   |          |  |  |       |  |  | Crodoberto II |  |  |                       |  |
|                        |   | … | …        |  |  |       |  |  |               |  |  |                       |  |
|                        |   | … | …        |  |  |       |  |  |               |  |  |                       |  |
|                        |   | … | …        |  |  |       |  |  |               |  |  |                       |  |
| Roberto I di Hesbaye   |   | … |          |  |  |       |  |  |               |  |  |                       |  |
|                        |   | … | …        |  |  |       |  |  |               |  |  |                       |  |
|                        |   | … | …        |  |  |       |  |  |               |  |  |                       |  |
|                        |   | … | …        |  |  |       |  |  |               |  |  |                       |  |
| …                      |   | … |          |  |  |       |  |  |               |  |  |                       |  |
|                        |   | … | …        |  |  |       |  |  |               |  |  |                       |  |
|                        |   | … | …        |  |  |       |  |  |               |  |  |                       |  |
|                        |   | … | …        |  |  |       |  |  |               |  |  |                       |  |
| Cancoro di Hesbaye     |   | … |          |  |  |       |  |  |               |  |  |                       |  |
|                        | … | … |          |  |  |       |  |  |               |  |  |                       |  |
|                        | … | … |          |  |  |       |  |  |               |  |  |                       |  |
|                        | … | … |          |  |  |       |  |  |               |  |  |                       |  |
| …                      | … |   |          |  |  |       |  |  |               |  |  |                       |  |
|                        |   | … | …        |  |  |       |  |  |               |  |  |                       |  |
|                        |   | … | …        |  |  |       |  |  |               |  |  |                       |  |
|                        |   | … | …        |  |  |       |  |  |               |  |  |                       |  |
| Williswinda            |   | … |          |  |  |       |  |  |               |  |  |                       |  |
|                        |   | … | …        |  |  |       |  |  |               |  |  |                       |  |
|                        |   | … | …        |  |  |       |  |  |               |  |  |                       |  |
|                        |   | … | …        |  |  |       |  |  |               |  |  |                       |  |
| …                      |   | … |          |  |  |       |  |  |               |  |  |                       |  |
|                        |   | … | …        |  |  |       |  |  |               |  |  |                       |  |
|                        |   | … | …        |  |  |       |  |  |               |  |  |                       |  |
|                        |   | … | …        |  |  |       |  |  |               |  |  |                       |  |
|                        |   | … |          |  |  |       |  |  |               |  |  |                       |  |